# Štefan Ferluga
Štefan Ferluga, slovenski učitelj, * 12. december 1859, Trst, † 20. januar 1923, Opčine.

## Življenje in delo
Po končanem učiteljišču v Kopru (1879) je nato 37 let do upokojitve 1916 služboval na Opčinah, od 1904 kot ravnatelj. Bil je učitelj preporodne dobe slovenskega šolstva v tržaški okolici, ko so svoj razcvet doživela slovenska pevska društva in se je z njimi budila narodna zavest. Bil je izvrsten govornik v vezani in nevezani besedi ter zborovodja pevskega društva Zvon iz Opčin. Bil je odličen zborovodja, pevski zbor na Opčinah je dvignil na visoko kakovostno raven, da so ga hodili poslušat tudi od daleč. Bil je skladatelj cerkvenih in posvetnih pesmi, katerim je včasih tudi sam napisal besedilo. V okviru cerkvenih skladb velja omeniti: Tantum ergo, Pange lingua in Litanije Matere božje. Posebno pa je zaslovela njegova Maša za soli, zbor in orgle, ki so jo izvedli tudi z orkestrom.   Z učiteljem Antonom Grmekom je 1906 ustanovil tržaško učiteljsko društvo ter bil do 13. marca 1914 njegov predsednik in borec za pravice slovenskega šolstva. Ferluga je bil kot prvi slovenski učitelj izvoljen za mestnega svetovalca. Sodeloval pri političnem društvu Edinost ter je dopisoval v razne liste (Edinost, Juri s pušo, Brivec, Škrat in druge).